# Niamey II
Niamey II ist eines der fünf Arrondissements der nigrischen Hauptstadt Niamey.

## Geographie

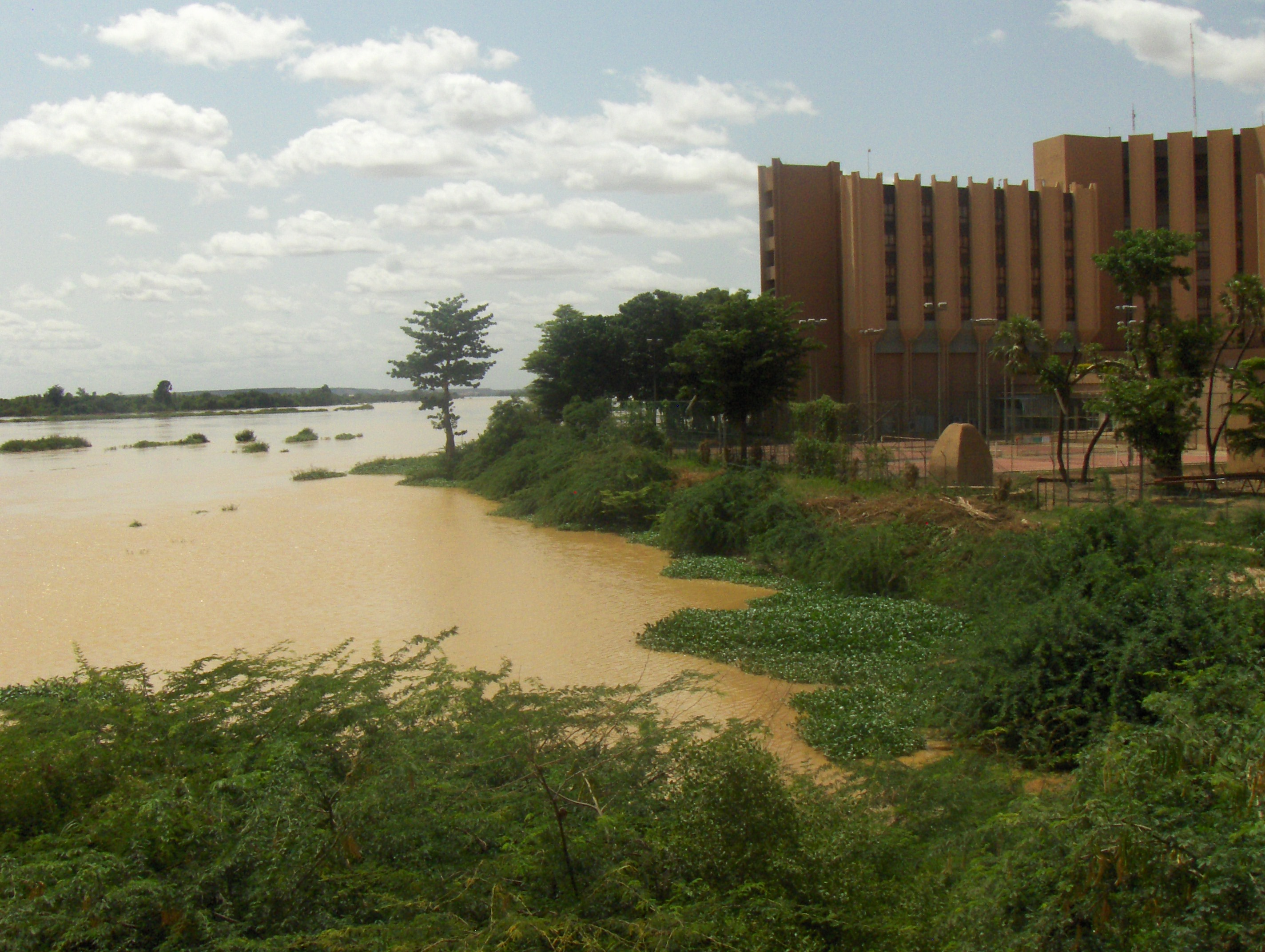
Niger-Flussufer in Niamey II

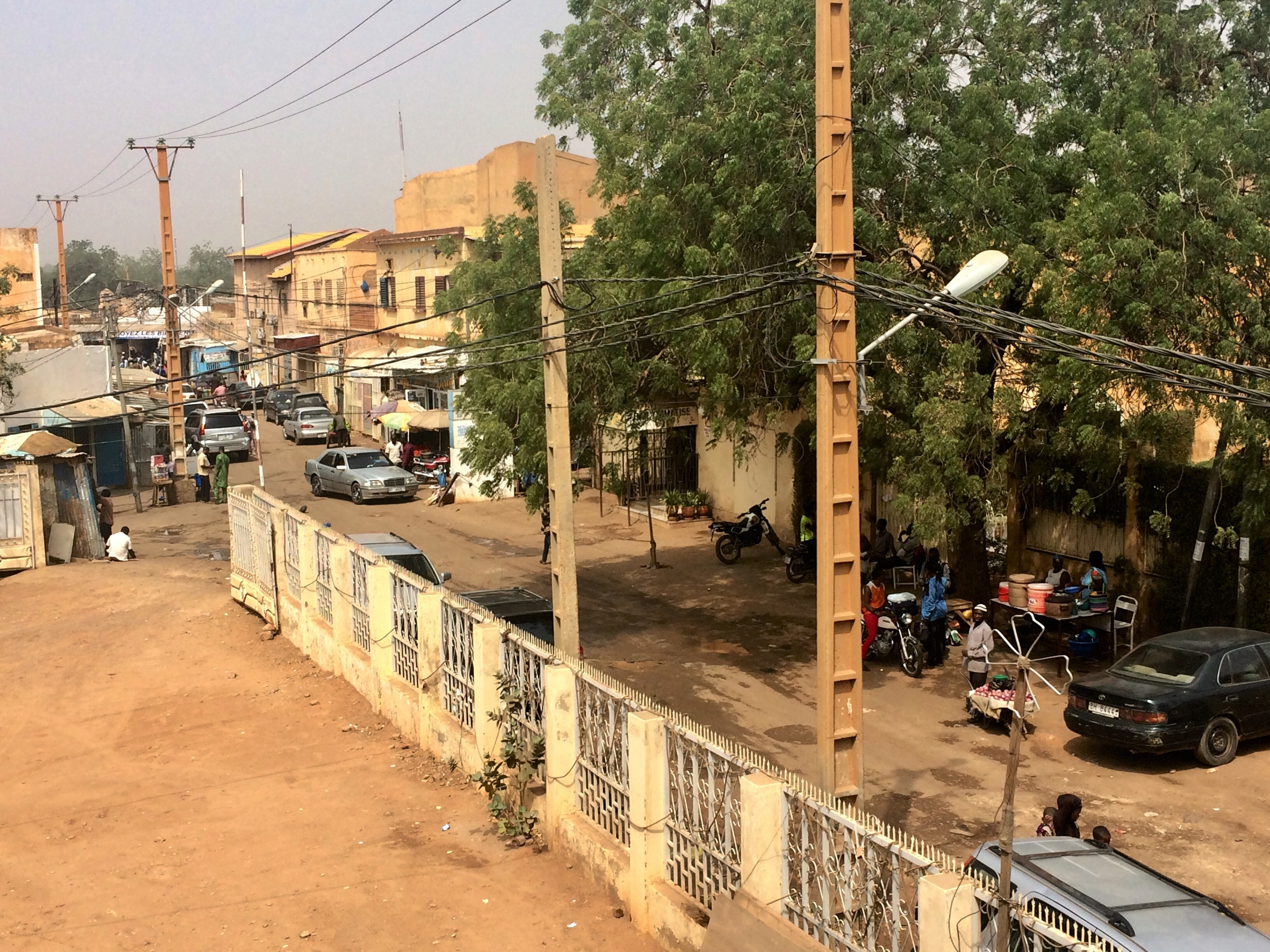
Straßenzug der Rue du Festival in Niamey II

Niamey II liegt am linken Ufer des Flusses Niger zwischen den Arrondissements Niamey I und Niamey III. Im Süden von Niamey II befindet sich das 1959 eröffnete Nigrische Nationalmuseum.
Niamey II besteht aus einem urbanen Gebiet, das in 20 Stadtviertel (quartiers) gegliedert ist, und einem ländlichen Gebiet mit einem Dorf (village) und vier Weilern (hameaux).
Die Stadtviertel sind:
- Banifandou I
- Banizoumbou II
- Boukoki I
- Boukoki II
- Boukoki III
- Cité Député
- Dan Zama Koira
- Dar Es Salam
- Deyzeibon
- Djeddah Koira Mè
- Gandatché
- Issa Béri
- Koira Tagui
- Kombo
- Lazaret
- Maourey
- Nord Faisceau
- Nord Lazaret
- Tourakou
- Zongo

Das Dorf ist:
- Bossey Bongou Château

Die Weiler sind:
- Fondo Ga
- Gorou Béri
- Gorou Kaina
- Tondo Bon[1]

## Geschichte
Niamey II besteht in seinem jetzigen Gebietsumfang seit 1996. Die Stadt Niamey wurde 1984 in fünf Distrikte unterteilt. 1989 wurden der 1. und der 2. Distrikt zu einer Stadtgemeinde (französisch: commune urbaine) innerhalb Niameys zusammengeschlossen. Diese Stadtgemeinde hatte den Namen Niamey I und umfasste bis 1996 das Gebiet der heutigen Arrondissements Niamey II, Niamey I sowie einen Teil des heutigen Arrondissements Niamey III. 2010 wurden die Stadtgemeinden Niameys in Arrondissements umgewandelt.

## Bevölkerung
Bei der Volkszählung 2001 hatte Niamey II 165.075 Einwohner. Bei der Volkszählung 2012 betrug die Einwohnerzahl 246.898.

## Politik
Der Bezirksrat (conseil d’arrondissement) hat 14 Mitglieder. Mit den Kommunalwahlen 2020 sind die Sitze im Bezirksrat wie folgt verteilt: 6 MODEN-FA Lumana Africa, 4 PNDS-Tarayya, 2 MPN-Kiishin Kassa, 1 MPR-Jamhuriya und 1 PJP-Génération Doubara.